# Cratère de Silverpit
Le  « cratère » de Silverpit est situé dans la Mer du Nord au large de la côte du Royaume-Uni. Il a été découvert en 2001 grâce à l'analyse de données de sismique 3D lors de travaux d'exploration pétrolière. Il a été dans un premier temps considéré comme un cratère d'impact avant que de nouvelles données sismiques et une étude plus régionale ne l'attribuent à une structure de retrait de sel (salt withdrawal) comme il y en a beaucoup dans cette région.

## Découverte
Le « cratère » a été découvert lors de l'analyse de données sismiques 3D par le géologue Simon Stewart (British Petroleum) et le géophysicien Philip Allen (Production Geoscience Ltd), dans une région à 130 km au large de l'estuaire de Humber. Ces données sismiques avaient été enregistrées dans le cadre d'une campagne de recherche d'hydrocarbures. Allen constata une série de fractures concentriques sans pouvoir en déterminer la cause. Stewart eut connaissance par hasard de cette découverte et suggéra qu'il puisse s'agir de l'impact d'une météorite. La découverte ainsi que l'hypothèse de l'impact furent rapportées dans le magazine Nature en 2002.
Le nom vient de la zone de pêche Silver Pit dans laquelle il a été identifié. Ce nom est utilisé par les pêcheurs pour décrire une grande zone de dépression dans les eaux de la Mer du Nord, qui fut probablement une vallée durant les épisodes glaciaires de la période du Quaternaire, lorsque le niveau de la mer était plus bas.
Trois ans avant l'annonce de cette découverte, il avait été suggéré que des données sismiques en Mer du Nord pourraient révéler l'existence d'impacts formant cratères : étant donné le taux de formation de cratères sur la Terre et la dimension de la Mer du Nord, la probabilité de présence d’impacts permet d'espérer trouver un unique cratère dans cette zone. Aucun cratère d'impact n'étant alors connu sur le territoire de la Grande-Bretagne ou à proximité, la découverte de ce cratère corrige ce vide statistique : le cratère découvert est le premier de ce type découvert dans le pays.
La profondeur de la Mer du Nord à cet endroit est d'environ 40 m, et le cratère se trouve sous une couche de sédiments épais d'environ 1 500 m. Le « cratère » de Silverpit fait environ 2,4 km de large. Il est entouré d'une série de fractures concentriques, qui s'étendent jusqu'à 10 kilomètres du centre. Sa situation complique son analyse mais, en contrepartie, l'a préservé de l'érosion qui marque les structures terrestres.

## Origine
Deux hypothèses ont été avancées pour expliquer l'origine de cette structure géologique circulaire.

### Éléments en faveur de la thèse de l'impact
Les deux géologues ayant attribué cette forme structurale à un astroblème ont mis en avant différents aspects morphologiques qui sont fréquents sur les cratères d'impact comme la présence de fractures concentriques et d'un piton central. 
L'âge des sédiments où apparait le « cratère » est évalué entre 55 et 66 millions d'années. Sa formation pourrait être contemporaine à celle du cratère de Chicxulub, considéré souvent comme responsable de l'extinction de la fin du Crétacé. Plusieurs autres impacts datant de cette période sont connus à travers le monde, ce qui accréditerait l'hypothèse d'un cratère d'impact.
Cette interprétation a retenu l'attention des spécialistes en cratères d'impact qui, cependant, n'ont pu trancher en l'absence d'échantillons de roches (qu'il faudrait récupérer par un forage : carottage ou déblais rocheux de forage).

### Éléments en faveur d'un retrait de sel
Dès 2004, deux années après l'annonce de la découverte du « cratère », le professeur John Underhill, géologue à l'Université d'Édimbourg a proposé, également dans la revue Nature, une autre interprétation pour la formation de la structure de Silverpit. Elle serait liée aux mouvements des couches de sel (principalement de la halite), d'âge Permien supérieur situées à plus grande profondeur. Cette mobilité du sel est classique dès que les couches de sédiments salifères atteignent une certaine épaisseur et un certain enfouissement. Elle est décrite en géologie sous les termes de diapirisme et plus spécifiquement, lorsqu'il s'agit de sel, d'halocinèse.
En 2007, l'accès à de nouvelles données de séismologie tridimensionnelles ainsi qu'une étude régionale sur une surface de 3 750 km2, a démontré la présence de plus d'une quinzaine de structures circulaires semblables. Les mouvements du sel forment en certains endroits des accumulations sous forme de dômes, d'anticlinaux… Au contraire, les zones d'où le sel est parti se présentent sous forme de dépressions souvent circulaires qui peuvent faire penser à une morphologie de cratère. De plus, l'interprétation géophysique de ces nouvelles données de sismique a permis de prouver que toutes les couches géologiques situées au-dessus du Permien supérieur, et non uniquement celles du sommet des sédiments crayeux d'âge Crétacé supérieur, montraient la même dépression.
Enfin, ces données de sismique 3D ont permis d’identifier la présence de dykes de roches ignées selon un axe NO-SE, qui ont favorisé la mobilisation du sel.
Cette interprétation a été entérinée lors d'une séance spécifique de la Geological Society de Londres réunissant une centaine de spécialistes de l'interprétation géophysique et géologique tenue en décembre 2009. La météorite du Stac Fada Member (en), dont le cratère a été localisé en 2017 à Lairg, au nord de l'Écosse, reste, depuis ce reclassement, le seul cratère météoritique connu de Grande-Bretagne.

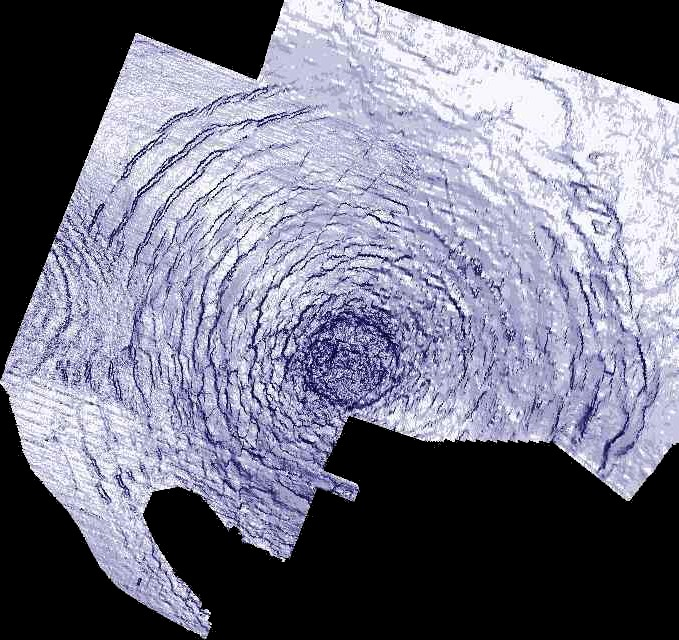
Interprétation sismique montrant la structure en fractures concentriques du « cratère » de Silverpit (Image credit:Phil Allen (PGL) et Simon Stewart (BP)).

## Datation
La position du « cratère » dans les couches sédimentaires permet d'avoir une idée de son âge : les sédiments accumulés avant l'« impact » ont été « modifiés » alors que ceux qui s'y sont déposés après sont restés intacts. Allen et Stewart ont ainsi pu déterminer que le « cratère » se serait formé dans une couche de craie du Crétacé supérieur, mais a été ensuite recouvert de sédiments du Tertiaire restés intacts. La période du Crétacé s'est terminée il y a 66 millions d'années mais, d'après les forages effectués alentour, les couches de la partie inférieure du Tertiaire (Paléocène) semblent absentes. Ainsi la date de l'« impact » pourrait se situer dans une période allant d'environ 55 à 66 millions d'années avant notre ère.
Cet intervalle de temps correspond en fait à la période où la totalité des sédiments du Permien supérieur au Paléocène, et non seulement ceux déposés lors de cet intervalle, ont été déformés par les mouvements du sel.